# Tempelbjerget
Tempelbjerget (hebraisk: Har HaBayit, arabisk: al-ḥaram al-qudsī ash-sharīf) er en kvadratisk plads bygget over en naturlig høj i Jerusalems gamle bydel i den østlige ende over for Oliebjerget. Fordi pladsen både er et meget vigtig for jødedommen og islam, er den et af de mest omstridte religiøse steder i hele verden.
Her stod Templet i Jerusalem fra ca. 1000 f.Kr. til 70 e.Kr., og i dag findes Klippehelligdommen opført i 691 foruden Al-Aqsa-moskeen (opført ca. 638). Området regnes for Islams tredjehelligste sted (Mekka vigtigste og Medina næstvigtigste). Til trods for at Tempelbjerget regnes for det helligste sted i jødedommen, håndhæver den israelske regering i dag forsat et forbud mod bøn fra ikke-muslimer på stedet. Tempelpladsens vestmur, Grædemuren, er i dag eneste rest af jødernes tempel og regnes for jødedommens næsthelligste sted. Tempelbjerget er helligt for katolske og ortodokse kristne.
Ifølge jødisk tro er Tempelbjerget stedet, hvor Gud dvæler i den fysiske verden, og hvor Abraham skulle ofre sin søn Isak. Det er også på Tempelbjerget, ortodokse jøder venter opførslen af et nyt tempel (Det tredje Tempel) i forbindelse med Messias' komme. Ifølge muslimsk tro var det her, Muhammed i 621 fór til himmels ledsaget af Ærkeenglen Gabriel på ryggen af den bevingede hest Boraq.
I nyere tid har der været en række sammenstød mellem jøder og muslimer på Tempelbjerget. Området er under israelsk besættelse, men regeres af et muslimsk råd med fuldt selvstyre. Da Østjerusalem og Tempelbjerget var under Jordansk overherredømme fra 1948 til 1967, var jøder forment adgang til Grædemuren.
28. september 2000 besøgte Ariel Sharon Tempelbjerget. Han var den ledende israelske oppositionspolitiker. Besøget udløste den langvarige Al Aqsa-intifada med voldsomme palæstinensiske protester/selvmordsaktioner uden for de besatte områder og israelske militæraktioner.